# Papa no Iukoto o Kikinasai!
Papa no Iukoto wo Kikinasai! (パパのいうことを聞きなさい! Papa no Iukoto wo Kikinasai!?) (español: ¡Escucha lo que dice papá!) es una novela ligera Japonesa escrita por Tomohiro Matsu e ilustrada por Yuka Nakajima. El primer volumen fue publicado por Shūeisha bajo su sello Super Dash Bunko en diciembre del 2009, hasta agosto del 2011, siete volúmenes han sido liberados. Una adaptación al manga ilustrado por Yōhei Takemura comenzó a serializarse en la edición de septiembre del 2011 de la Jump Square. Una adaptación al anime fue emitido en Japón el 10 de enero de 2012.

## Argumento
La historia se centra en la vida de un estudiante de primer año que acaba de empezar una nueva vida en la Escuela Universitaria de Literatura de Tama. Mientras que él creció con su hermana, se fue y vivió por su cuenta cuando ella se casó, con un hombre que tenía dos hijas de un matrimonio anterior. Él trató de distanciarse de esa familia y esa fue la razón por la que se trasladó a vivir por su cuenta. Alrededor de 3 años más tarde le dijeron que visitara a su hermana y que cuide a las tres niñas, sin embargo esto cambiaría su situación, cuando el avión donde viajaba su hermana y su esposo sufrió un incidente y ahora están muertos. Ahora tiene que vivir con las tres hijas de su hermana, con lo que dos (de un matrimonio anterior) no están emparentados: una tsundere, Sora (14 años), una pequeña de nombre Miu (10 años) y una niña pequeña, Hina (3 años), en una pequeña habitación.

## Personajes

### Protagonistas
Yuuta Segawa (瀬川 祐太  Segawa Yūta?)
Voz por: Wataru Hatano
El personaje principal, es un estudiante universitario que acaba de empezar una nueva vida en la Escuela Universitaria de Literatura de Tama. Sus padres murieron cuando era joven. Él fue criado por su hermana Yuri. Él estaba furioso por la boda de su hermana con un hombre que tenía dos hijas de matrimonios anteriores. Cuando Yuri y su marido desaparecieron, sus tres hijas no tenía a nadie a quien recurrir, por lo que Segawa decide convertirse en su tutor. Es increíblemente fiable, e incluso la pequeña Hina se acercó a él rápidamente. Está enamorado de Raika, pero en el tercer Ova se muestra que está comprometido con Sora.
Sora Takanashi (小鳥遊 空 Takanashi Sora?)
Voz por: Sumire Uesaka
La mayor de las tres hermanas, de 2º grado en la escuela media y de 14 años de edad. Ella tiene una personalidad tsundere. Ella se refiere normalmente a Yuuta como hermano mayor (Onii-chan). Ella es una buena estudiante en la escuela y tiene una voz bastante hermosa, pero no le va muy bien en la cocina. También se puede notar que ella está muy enamorada de Yuuta, pero no puede decírselo debido a su timidez y a su temperamento. Ella está celosa de Raika por su busto y por su relación con Yuuta. En el tercer Ova se puede ver que está comprometida con Yuuta.
Miu Takanashi (小鳥遊 美羽 Takanashi Miu?)
Voz por: Eri Kitamura
La segunda de las tres hermanas, de 5º grado en la escuela primaria y de 10 años. Ella es rubia, debido a que su madre tiene herencia rusa. Ella se refiere normalmente a Yuuta como tío (Oji-san). A ella le gustan los chicos que son varoniles y mayores que ella. Ella sabe de los sentimientos de su hermanastra hacia Yuuta, y normalmente la fastidia con eso. Tiene un buen gusto de la moda (Lo que se puede comprobar en el Ova 3, cuando ayuda a Sora a elegir su vestido de boda).
Hina Takanashi (小鳥遊 ひな  Takanashi Hina?)
Voz por: Hiromi Igarashi
La más joven de las tres hermanas, todavía está en la guardería. Es la única de las hermanas que está relacionada por sangre con Yuta. Es muy amable y no tiene miedo de los extraños. Ella se refiere normalmente a Yuuta como Oi-tan. Es fan de la serie de anime "Luna Luna Seven".

### Personajes Secundarios
Raika Oda (織田 莱香 Oda Raika?)
 Seiyū: Yui Horie
Es estudiante de segundo año en la universidad de Literatura de Tama. Es muy buena cocinera y la única chica en el club de Turismo. Cada vez que Sako hace algo indecente lo apalea con un abanico de papel. No suele mostrar sus emociones y no habla mucho, a excepción de Yuuta, a quien admira. Ella ama las cosas lindas y les tiene cariño a las sobrinas de Yuuta, a pesar de que Sora se niega a regresarle el afecto por sus celos.
Kouichi Nimura (仁村 浩一 Nimura Kōichi?)
 Seiyū: Daisuke Ono
Es otro de los miembros del club de Turismo y un buen amigo de Yuuta. Es un mujeriego y casi nunca está en su casa. Es una persona amable y se encarga de mantener a Sako lejos de las sobrinas de Yuuta. Se ha visto que ha desarrollado afecto hacia Miu.
Shuntarou Sako (佐古 俊太郎 Sako Shuntarō?)
 Seiyū: Daisuke Ono
Es el Presidente del club de Turismo. Es un lolicon pervertido, razón por la que es golpeado por Raika. Él está interesado en Hina y Miu, pero no en Sora, llamándola "Oba-chan" (anciana).

## Medios de Comunicación

### Novela Ligera
Papa no Iukoto wo Kikinasai! comenzó a serializarse como novela ligera escrita por Tomohiro Matsu  y con ilustraciones proporcionadas por Yuka Nakajima. El primer volumen fue publicado por Shueisha en Super Dash Bunko en diciembre del 2009. Trece volúmenes han sido publicados hasta marzo del 2013.

### Manga
Papa no Iukoto wo Kikinasai! está siendo adaptada al manga, con ilustraciones de Yohei Takemura y la historia con el autor de la novela. El manga comenzó a serializarse en la edición de septiembre de la revista Jump Square de la editorial Shueisha .

### Anime
| Alternativas Títulos | Español. Papakiki; Escúchame, Chicas, yo soy tu padre! Inglés. Escúchame, Girls. Soy tu padre! Japonesa. パパのいうことを聞きなさい! |
| Escribe              | televisión |
| Episodios            | 12 |
| Estado               | Transmitido Terminado |
| Transmitido          | 11 de enero de 2012 al 28 de marzo de 2012                                                                                           |
| Productores          | Siente, Starchild Records, Sentai Filmworks L, La Klock Worx, PPP, Estudio Mausu                                                     |
| Géneros              | Comedia, Romance, Slice of Life |
| Duración             | 23 min. por ep. |
|                      | Opening y Ending |
| Opening              | "Happy Girl" by Eri Kitamura (eps 2-13)                                                                                              |
| Ending               | #1: "Happy Girl" by Eri Kitamura (ep 1) #2: "Coloring" by Yui Horie (eps 2-13)                                                       |

Una adaptación al anime de la novela ligera fue anunciado en agosto de 2011.